# Assaig sobre els costums i l'esperit de les nacions
Assaig sobre els costums i l'esperit de les nacions és una obra de Voltaire, publicada per primera vegada sencera el 1756.
Aquesta obra monumental, que comprén 197 capítols, publicada a Ginebra per Cramer al 1756, és el resultat d'uns quinze anys de recerca realitzada per Voltaire a Cirey-sur-Blaise, a Brussel·les, a París, a Lunéville, a Prússia, a Alsàcia i a Ginebra. El 1769, La filosofia de la història (1765) esdevingué el “Discurs preliminar" de l'Assaig. Voltaire va revisar el text fins a la seua mort, el 1778.
En aquesta obra, Voltaire aborda la història d'Europa des de Carlemany fins al començament del segle de Lluís XIV, i en recorda també la de les colònies i de l'Orient.

## Història editorial
L'escriptura intermitent de l'Essai sur les mœurs s'inicià el 1741, i continuà fins a la mort de Voltaire, el 1778.
Un primer manuscrit s'envià al rei de Prússia l'agost del 1742, seguit d'un segon al novembre del mateix any. Ara estan perduts.
Des d'abril del 1745 fins al juny del 1746, va aparéixer un Nou pla d'història de l'esperit humà i capítols dispersos en Le Mercure de France.
Va publicar una Història de les croades en la mateixa revista des de setembre del 1750 fins a febrer del 1751.
Després de la publicació del Segle de Lluís XIV al 1751, i l'enfrontament amb Frederic II, apareix al desembre del 1753 per l'editor Neaulme a La Haya Resum de la història universal des de Carlemagne fins a Carles V per Mr de Voltaire, immediatament piratejat. Aquest Resum no sols es va imprimir a partir d'una versió manuscrita antiga robada, sinó que es modifica deliberadament per a incloure passatges polèmics.
Voltaire arribà a convéncer el públic de la seua bona fe i començà a treballar-ne en la primera edició completa, que aparegué l'any 1756 editada per Cramer a Ginebra sota el títol d'Assaig sobre la història general i sobre els costums i l'esperit de les nacions des de Carlemany fins als nostres dies. Té 164 capítols i un Resum de tota aquesta història.
El 1761, Cramer en publicà una nova edició en què Voltaire va afegir 16 capítols i feu moltes modificacions al text inicial.
El 1764 aparegué el Diccionari filosòfic, i el 1765 La filosofia de la història. Aquest darrer text, retitulat Discurs preliminar, s'afegí al començament de l'edició de Cramer del 1769, ara titulada Assaig sobre els costums i l'esperit de les nacions i sobre els principals fets de la història de Carlemany a Lluís XIII.
Voltaire hi va fer addicions, com en l'edició del 1775. Una còpia anotada en servirà de base a Nicolas de Condorcet i Beaumarchais, editors de l'edició pòstuma de Kehl, publicada el 1785, que conté 197 capítols.

## Enfocament i contingut
La visió de la història de Voltaire, innovadora per a la seua època, trenca obertament amb els seus predecessors: "Voleu superar finalment el fàstic que us provoca la història moderna, des de la decadència de l'Imperi romà, i fer-vos una idea general de les nacions que habiten i assolen la terra. Només busques en aquesta immensitat allò que mereix ser conegut per tu; l'esperit, la moral, els costums de les nacions més importants, recolzats en fets que no es poden ignorar pas. L'objectiu d'aquest treball és no saber en quin any un príncep indigne de ser conegut va succeir a un príncep bàrbar en una nació grollera."
Es tracta d'un assaig de síntesi de la història universal, combinant capítols narratius i de transversals, com la història de les croades, l'estat d'Europa a finals del segle xv, o els descobriments dels portuguesos.
L'assaig està constituït per costums, lleis i institucions, religions, belles arts, comerç, clima, que en conjunt formen l'esperit dels temps: "El meu objectiu és observar sempre l'esperit dels temps, perquè dirigeix els grans esdeveniments del món. "Tot i que la història dels costums, les lleis, els privilegis, és en molts països, i sobretot a França, només una imatge en moviment."
Una història purament narrativa és, per tant, insuficient, i més encara una història purament religiosa limitada al judaisme i al cristianisme. És per això que l'Assaig sobre els costums comença amb la Xina, l'Índia i Pèrsia, i no perd l'interés per l'islam.
Per a una història universal, calen criteris universals d'anàlisi. Voltaire estudia l'antiguitat de la societat, la creença o no en un sol déu, la creença o no en la vida després de la mort, les relacions entre el poder temporal i l'espiritual, les institucions i la seua relació amb la moral. Pretén separar la història de les rondalles i els mites, i per a fer-ho es basa, per ordre, en allò que és cert, en allò que s'acredita (si pot ser, per diverses fonts creïbles) i, en cas contrari, en un principi de versemblança. També fa un seguiment de les contradiccions cronològiques, com les dels textos de l'antiga Xina i la Bíblia. Aquest punt de vista li permet denunciar els seus enemics preferits: la intolerància, la superstició, la credulitat i el fanatisme.

## Acollida
L'any 1762 començà una polèmica per l'obra de l'abat jesuïta Nonnotte titulada Les Erreurs de Voltaire, centrada sobretot en qüestions religioses: "Aquest autor quasi sempre no té principis fixos, ni lògica segura, ni veritable erudició, ni mai té discreció ni respecte pel que més mereix ser respectat."
Voltaire li respongué l'any següent amb Aclariments històrics amb motiu d'una difamació calumniosa sobre l'Assaig d'història general, una obra fictícia atribuïda a D'Amilaville. “Nonotte no havia estudiat mai història. Per vendre millor el seu llibre, el va farcir de disbarats, uns de devots, altres de calumniosos: perquè havia sentit que aquestes dues coses tenien èxit."
També el 1763, Voltaire publica un petit pamflet sense signar titulat Observacions, per servir de suplement a l'Assaig sobre la història general i sobre els costums i l'esperit de les nacions des de Carlemany fins als nostres dies. Conté 22 observacions, que li permeten aclarir o ampliar certs temes, i també tornar al seu mètode: "L'objectiu n'era la història de l'esperit humà, i no els detalls dels fets gairebé sempre desfigurats: no es tractava d'investigar, per exemple, quina família era el senyor de Le Puiset, o el senyor de Montlhéry, que feu la guerra contra els reis de França, sinó de veure fins a quin punt arribem a la rusticitat bàrbara d'aquests temps dins la cortesia nostra. […] La política és impotent davant el fanatisme. L'única arma contra aquest monstre és la raó. L'única manera d'evitar que les persones siguen absurdes i dolentes és instruir-les. Per fer execrable el fanatisme només cal descriure'l."

## Una introducció tardana:La filosofia de la història

### Contingut
L'abril del 1765, La Philosophie de l'histoire, del difunt abat Bazin aparegué publicada per les Edicions Grasset de Ginebra, amb l'adreça falsa de Changuion a Amsterdam. L'estudi conté 53 capítols i ofereix “una lectura filosòfica de la història antiga, polèmica, més antireligiosa que històrica. Voltaire vol destruir la historiografia apologètica cristiana, la de Bossuet i Rollin, que prenen les afirmacions històriques de la Bíblia literalment."
El 1769, La filosofia de la història esdevé Introducció a l'Assaig sobre els costums.

### Rebuda
Prohibida a la venda de l'obra a París, fou condemnada per l'assemblea del clergat de França, després a Roma, Ginebra i Holanda.
Com a reacció, l'hel·lenista i arqueòleg Pierre-Henri Larcher publicà el 1767 un Suplement a la filosofia de la història del difunt abat M. Bazin, necessari per a qui vulga llegir amb profit.
Defensa la superioritat de les civilitzacions grega i romana i ataca els filòsofs de la Il·lustració: "És al menyspreu de la literatura sana que deuen la seua existència aquests pretesos bells esperits, que han condecorat, no sé pas per quina raó, amb el títol de filòsofs. També polemitza sobre detalls bíblics o sobre la història de l'Orient Pròxim: "Sorprén de trobar només una sumptuosa ignorància que, gràcies a un estil brillant, segur que transmetrà a la multitud. No coneixent cap de les llengües apreses, excepte el llatí, i ignorant fins i tot els primers principis de la crítica, recorre tots els monuments de l'Antiguitat. Així que no ens hauria de sorprendre veure'l acumulant errors sobre errors."
Voltaire hi respon amb Defensa del meu oncle, que segons ell va ser escrita pel nebot de l'autor de ficció de La filosofia de la història, l'abat Bazin. Refuta i ridiculitza de manera mordaç l'obra de Larcher des d'un punt de vista històric, antropològic, geològic i biològic: “El meu oncle era tan erudit com tu, però ell encara ho era més, com diu Montaigne; o, si voleu, era tan ignorant com vós (perquè realment què sabem?); però ell enraonava, no compilava pas."
Larcher no se sent derrotat i hi replica amb una Resposta a la Defensa del meu oncle, precedida per la Relació de la mort de l'abat Bazin. Fingeix creure en l'anunci de la mort de l'abat Bazin anunciat per la seua germana, que també admet haver participat en la redacció de la Filosofia de la història, i hi afegeix: "Jo havia sospitat que aquesta bella obra només podia sorgir del cervell buit d'una fadrina vella i del cap mal organitzat d'un pedant de poble".
Això feu que Jean Chrysostome Larcher publicàs el 1769 una Carta a l'autor d'un fulletó titulat: "Resposta a la Defensa del meu oncle".

## Posteritat
Aquest llibre forma part de la llista de 76 obres que Napoleó Bonaparte, moribund, havia seleccionat per al seu fill Napoleó II (gràcies a Louis-Étienne Saint-Denis, promogut a bibliotecari a Santa Helena).